# Thailand Open 2023
Il Thailand Open 2023 è stato un torneo di tennis disputato sul cemento. È stata la 5ª edizione del torneo facente parte della categoria WTA 250 nell'ambito del WTA Tour 2023. Si è giocato alla True Arena Hua Hin di Hua Hin in Thailandia, dal 30 gennaio al 5 febbraio 2023.

## Partecipanti al singolare

### Teste di serie
| Nazionalità | Giocatrice        | Ranking* | Testa di serie |
| ----------- | ----------------- | -------- | -------------- |
| Canada      | Bianca Andreescu  | 43       | 1              |
| Kazakistan  | Julija Putinceva  | 47       | 2              |
| Cina        | Wang Xiyu         | 53       | 3              |
|             | Anna Kalinskaja   | 59       | 4              |
| Ucraina     | Marta Kostjuk     | 61       | 5              |
| Germania    | Tatjana Maria     | 71       | 6              |
| Cina        | Wang Xinyu        | 79       | 7              |
| Rep. Ceca   | Linda Fruhvirtová | 82       | 8              |

* Ranking al 16 gennaio 2023.

### Altre partecipanti
Le seguenti giocatrici hanno ricevuto una Wild card per il tabellone principale:
- Bethanie Mattek-Sands
- Lanlana Tararudee

Le seguenti giocatrici sono passate dalle qualificazioni:

- Alex Eala
- Liang En-shuo
- Ekaterina Makarova
- Valerija Savinych
- Astra Sharma
- Joanne Züger

### Ritiri
Prima del torneo
- Marie Bouzková → sostituita da  Katie Boulter
- Léolia Jeanjean → sostituita da  Anastasija Zacharova
- Kristína Kučová → sostituita da  Lesja Curenko
- Magda Linette → sostituita da  Mirjam Björklund
- Claire Liu → sostituita da  Heather Watson
- Ajla Tomljanović → sostituita da  Nao Hibino

## Partecipanti al doppio

### Teste di serie
| Nazionalità   | Giocatrice    | Nazionalità | Giocatrice          | Ranking1 | Testa di serie |
| ------------- | ------------- | ----------- | ------------------- | -------- | -------------- |
| Australia     | Ellen Perez   | Slovenia    | Tamara Zidanšek     | 67       | 1              |
| Giappone      | Miyu Katō     | Indonesia   | Aldila Sutjiadi     | 76       | 2              |
| Ucraina       | Marta Kostjuk | Romania     | Elena-Gabriela Ruse | 127      | 3              |
| Taipei cinese | Latisha Chan  | Cile        | Alexa Guarachi      | 134      | 4              |

* Ranking al 16 gennaio 2023.

### Altre partecipanti
Le seguenti coppie di giocatrici hanno ricevuto una wild card per il tabellone principale:
- Han Xinyun /  Bethanie Mattek-Sands
- Luksika Kumkhum /  Peangtarn Plipuech

La seguente coppia è entrata in tabellone usando il ranking protetto:
- Monique Adamczak /  Rosalie van der Hoek

La seguente coppia è subentrata in tabellone come alternate:
- Natalija Stevanović /  Anastasija Tichonova

### Ritiri
Prima del torneo
- Han Xinyun /  Moyuka Uchijima → sostituite da  Wang Xinyu /  Zhu Lin
- Marta Kostjuk /  Elena-Gabriela Ruse → sostituite da  Natalija Stevanović /  Anastasija Tichonova

## Punti
| Evento    | V   | F   | SF  | QF | 2T   | 1T | Q    | Q2   | Q1   |
| Singolare | 280 | 180 | 110 | 60 | 30   | 1  | 18   | 12   | 1    |
| Doppio    | 280 | 180 | 110 | 60 | N.D. | 1  | N.D. | N.D. | N.D. |

## Montepremi
| Evento    | V       | F       | SF      | QF     | 2T     | 1T     | Q    | Q2     | Q1     |
| Singolare | 34 228$ | 21 400$ | 11 600$ | 6 275$ | 3 600$ | 2 300$ | N.D. | 1 685$ | 1 100$ |
| Doppio    | 13 580$ | 7 200$  | 4 000$  | 2 300$ | N.D.   | 1 520$ | N.D. | N.D.   | N.D.   |

## Campionesse

### Singolare
Zhu Lin ha sconfitto in finale  Lesja Curenko con il punteggio di 6-4, 6-4.
• È il secondo titolo in carriera per Zhu, il primo in stagione. 

### Doppio
Chan Hao-ching /  Wu Fang-hsien hanno sconfitto in finale  Wang Xinyu /  Zhu Lin con il punteggio di 6-1, 7-6(6).